# Colegio Imperial Niños Huérfanos San Vicente Ferrer

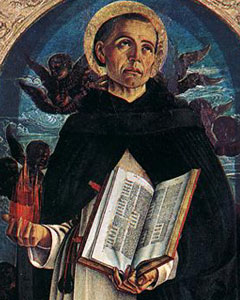
San Vicente Ferrer.

Colegio Imperial Niños Huérfanos San Vicente Ferrer es una institución valenciana con más de 600 años de antigüedad, fundada por el propio San Vicente Ferrer en el año 1410. Es una Fundación de la Comunidad Valenciana, carente de fin lucrativo y de carácter benéfico-social.
Se puede considerar al colegio “única obra que queda viva en la actualidad del patrono de la Comunidad Valenciana”.
En 1624, el rey Felipe IV hace donación al Colegio del edificio correspondiente al antiguo Colegio Imperial Nuestra Señora de la Misericordia para hijos de moriscos, también conocido como "col·lege dels morets" creado por el emperador Carlos I en 1545. Con la expulsión de los moriscos en 1609, el edificio se encontraba vacío. El edificio era conocido como la Casa del Emperador, ya que según se afirmaba, el Colegio se construyó sobre una casa propiedad del emperador Carlos I. Será a partir de esta fecha cuando el Colegio adopte el nombre de Colegio Imperial de Niños Huérfanos de San Vicente Ferrer.

## Las instalaciones
El colegio abandonó en 1968 su sede en Valencia debido a la amenaza de ruina en que se encontraba. Hasta  1977 estuvo en el Pantano de Benagéber (1968-1969) y después en la Colonia de San Marcelino, en San Antonio de Benagéber (1969-1977), mientras se llevaban a cabo las obras de construcción de su sede actual en el mismo San Antonio de Benagéber".
Actualmente el colegio ocupa unos 66.000 metros cuadrados, dispone de tres edificios de viviendas para niños y educadores, aulas informatizadas, talleres para manualidades, polideportivo cubierto y piscina, así como una amplia zona verde.
En la  capilla (1992) se venera la reliquia de san Vicente Ferrer, el hueso radio de su brazo derecho, donado al colegio (1980) por el ministerio de Cultura de Francia y la diócesis gala de Vannes, donde murió el Santo.

## Aspectos pedagógicos y estructura
Es un centro mixto y concertado, además de los huérfanos residentes, acuden a estudiar también otros 180 alumnos de la localidad distribuidos en Primaria y Secundaria.
El colegio dispone de plazas para unos 90 huérfanos, que han perdido a los dos progenitores o a uno de ellos, o “niños de familias monoparentales, es decir, con madres solteras o padres o madres abandonados”.
La estructura organizativa del centro parte de un modelo propio y experimentado de Casa Colegio, caracterizado por recrear al máximo un ambiente familiar, priorizando el desarrollo emocional, físico e intelectual.
La residencia en la Casa Colegio es de lunes a viernes, los fines de semana y los periodos vacacionales los menores están con su familia para potenciar esta relación, la vinculación de los padres y su responsabilidad con los niños.